# 吕措志愿军
吕措志愿军（德文：Lützowsches Freikorps），是普鲁士王国在拿破仑战争时期的一支志愿军部队，1813年2月成立，1814年解散。名字来自于志愿军的指挥官路德維希·阿道夫·威廉·冯·吕措男爵。由于绝大部份志愿军军人穿着染成黑色的制服，所以吕措志愿军的别名叫做「黑獵兵」（Schwarze Jäger）。

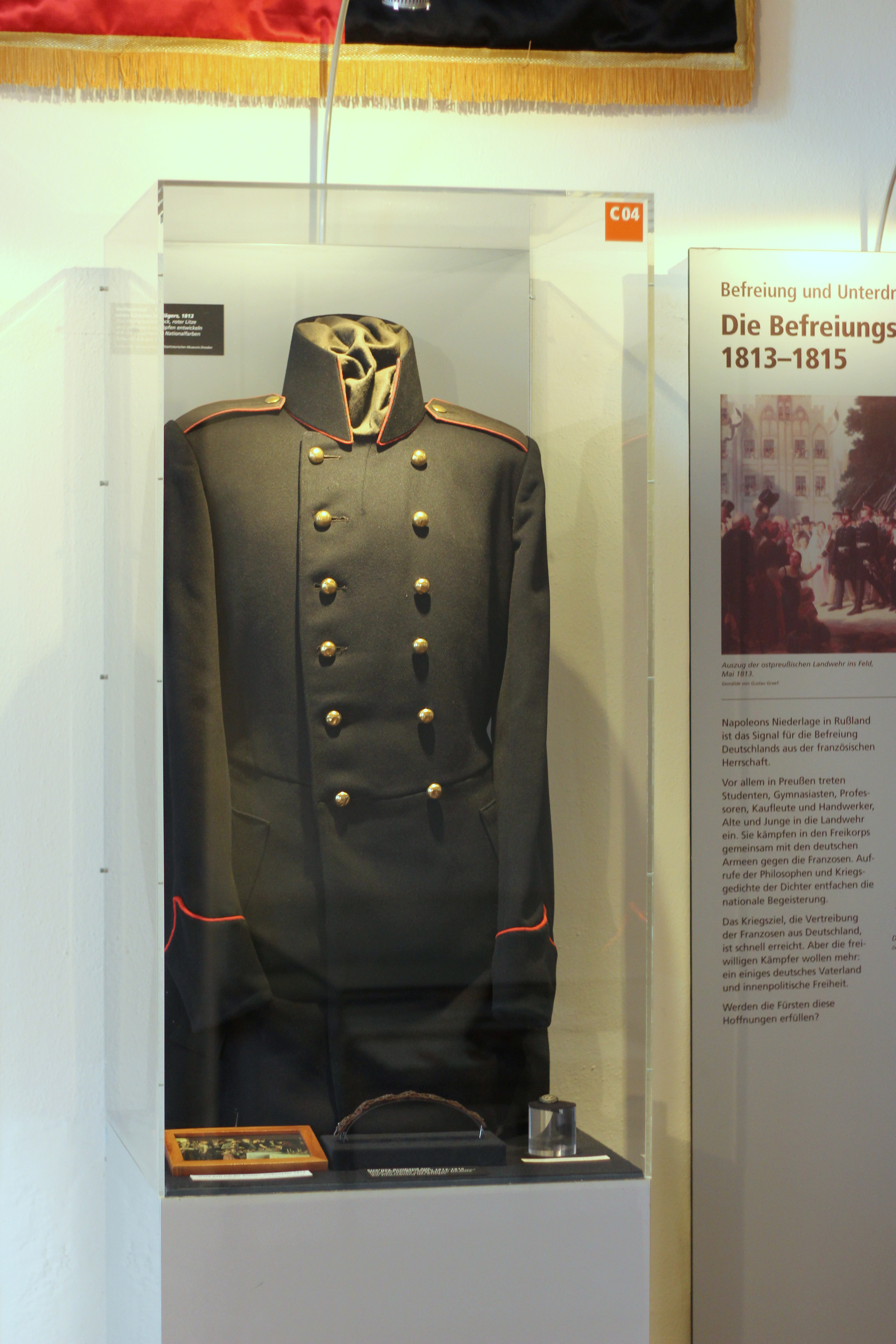
於拉施塔特的德國歷史自由運動紀念碑上展出的制服。

雖然吕措志愿军的军事胜利不是太多，但是由于当时普鲁士军队里面，只有吕措志愿军有很多来自其他德意志邦国的军人，所以到19世紀德意志統一运动兴起的时候，吕措志愿军就成為了民族主义者大力歌颂的对象之一。